# 天庾 (星官)
天庾是中国古代星官之一，属于二十八宿西方七宿的娄宿，含3星，位于现代星座划分的天炉座。清代编成的《仪象考成》及《仪象考成续编》星表，天庾增加了3星。但据伊世同著《中西对照恒星图表》，天庾三星与三颗增星均无对应的现代恒星星名。